# Neagu Cosma
Neagu Cosma (n. 1925, comuna Padina, județul Buzău – d. 13 martie 2007) a fost un general român de Securitate. A fost comandant al Direcției a III-a de Contraspionaj a Securității.
A fost și comandant al Școlii de ofițeri de Securitate de la Băneasa. După trecerea sa în rezervă, a devenit președinte executiv al Automobil Clubul Român (ACR). În anul 1990 a fost reactivat în SRI de către directorul Virgil Măgureanu ca șef al Serviciului de Inspecții și consilier al directorului, dar la scurt timp a fost trecut în rezervă.
După Revoluția din decembrie 1989, s-a remarcat ca autor al mai multor volume de dezvăluiri din culisele Securității.

## Distincții
- Ordinul „Pentru servicii deosebite aduse în apărarea orînduirii sociale și de stat” clasa a III-a (12 august 1959) „pentru contribuția activă la întărirea regimului democrat-popular”[1]
- Medalia „40 de ani de la înființarea Partidului Comunist din Romînia” (6 mai 1961) „pentru merite în activitatea de partid și întărirea regimului democrat-popular”[2]
- Ordinul „23 August” clasa a IV-a (10 august 1964) „pentru merite deosebite în opera de construire a socialismului, cu prilejul celei de a XX-a aniversări a eliberării patriei”[3]
- Ordinul „Pentru servicii deosebite aduse în apărarea orînduirii sociale și de stat” clasa a II-a (20 aprilie 1971) „pentru merite deosebite în opera de construire a socialismului, cu prilejul aniversării a 50 de ani de la constituirea Partidului Comunist Român”[4]

## Cărți publicate
- Fapte din umbră, I-IV (Editura Politică, București, 1975-1983) - împreună cu D. Marinescu și R. Georgescu;
- La Săcele liniște (Ed. Sport-Turism, București, 1982) - împreună cu Mihai Stan;
- Cine l-a ucis pe Abel? (Ed. Sport-Turism, București, 1984) - împreună cu Mihai Stan;
- Noaptea amăgirii (Ed. Cartea Românească, București, 1986);
- Cupola. Securitatea văzută din interior. Pagini de memorii (Ed. Globus, București, 1994);
- Dictatul de la Viena (30 august 1940) (Ed. Bravo-Press, București, 1996);
- Dominația comunistă. 1944-1989 (Ed. Bravo Press, București, 1996);
- Securitatea, poliția politică, dosare, informatori (1998);
- Culisele Palatului Regal (Ed. Globus, București, 1998).